# (31535) 1999 CE150
1999 CE150 (asteroide 31535) é um asteroide da cintura principal. Possui uma excentricidade de 0.08071120 e uma inclinação de 9.63967º.
Este asteroide foi descoberto no dia 13 de fevereiro de 1999 por Spacewatch em Kitt Peak.